# Arye Gross
Arye Gross (17 de marzo de 1960) es un actor estadounidense.

## Biografía
Gross nació en Los Ángeles, California, hijo de Sheri y Joseph Gross, quien fue un ingeniero aeroespacial y más tarde trabajó en empresas.
El papel más conocido de Gross fue en televisión, en la serie Ellen, para las tres primeras temporadas del programa. Gross también apareció en la serie Citizen Baines con James Cromwell. Otro de los papeles conocidos de Gross es el del oficial forense Sidney Perlmutter en la serie de la cadena ABC Castle. También ha hecho numerosas apariciones como invitado en una variedad de programas de televisión, apareciendo en programas desde Diff'rent Strokes a Knight Rider, Six Feet Under, Law and Order: Special Victims Unit y Law & Order: Criminal Intent.
Gross también interpretó la voz adulta del personaje de Kevin Arnold en el episodio piloto de The Wonder Years cuando salió al aire después del Super Bowl XXII. Sin embargo, la narración fue regrabada utilizando la voz de Daniel Stern para el piloto cuando posteriormente salió al aire, y Stern mantuvo el rol de narrador a través de toda la serie.

## Filmografía

### Cine y televisión
- Miss Lonelyhearts (1983)
- Exterminator 2 (1984)
- Just One of the Guys (1985)
- Soul Man (1986)
- House II: The Second Story (1987)
- Tequila Sunrise (1988)
- The Experts (1988)
- The Couch Trip (1988)
- Coupe de Ville (1990)
- For the Boys (1991)
- Boris and Natasha: The Movie (1992)
- A Midnight Clear (1992)
- Hexed (1993)
- Las dos caras del mal (1994)
- Two Over Easy (1994)
- Ellen (1994-1995)
- Mother Night (1996)
- Tinseltown (1997)
- Spoiler (1998)
- Arthur's Quest (1999)
- Seven Girlfriends (1999)
- Big Eden (2000)
- Gone in 60 Seconds (2000)
- Minority Report (2002)
- Wildfire (2005–2006)
- Grey Gardens (2009) como Albert Maysles

### Apariciones como invitado en televisión
- Burn Notice interpretando un asesino en el episodio 2x09 Hard Bargain.
- CSI: Crime Scene Investigation interpretando a Paul Winston en el episodio 4x05 "Feeling the Heat" (2003).
- Law & Order: Criminal Intent interpretando a Hubert Skoller en el episodio 4x20 "No Exit" (2005).
- Grey's Anatomy interpretando a Adam Morris en el episodio 3x05 "Oh, the Guilt" (2006).
- The Riches interpretando a Pete Mintzy en el episodio 1x11 "It's a Wonderful Lie" (2007).
- Law & Order: SVU interpretando a Saul Picard.
- Friends interpretando a Michael en el "The One Where Ross Finds Out".
- Castle interpretando al Dr. Sidney Perlmutter, un personaje recurrente.
- Dollhouse interpretando al Profesor Gossen en el episodio 2x03 "Belle Chose" (2009).
- Leverage interpretando a Larry Duberman (2010).
- The Mentalist  interpretando al Dr. Saban en el episodio Pink Chanel Suit (2010).

### Apariciones en radio
- Return of the Jedi - Adaptación de radio, como la voz de Lando Calrissian (1996).